# Gonolobus spiranthus
Gonolobus spiranthus är en oleanderväxtart som beskrevs av Juárez-jaimes, W.D.Stevens och Lozada-perez. Gonolobus spiranthus ingår i släktet Gonolobus och familjen oleanderväxter. Inga underarter finns listade i Catalogue of Life.